# Antispila anna
Antispila anna is een vlinder uit de familie van de Heliozelidae. De wetenschappelijke naam van de soort is voor het eerst geldig gepubliceerd in 1920 door Fletcher.